# Cashis
Ca$his, nome artístico de Ramone Clay Johnson (Chicago, Illinois, 10 de Outubro de 1982), é um rapper americano. Começou sua carreira de rapper em 2006, apadrinhado por Eminem, e faz parte da gravadora Shady Records, do rapper Eminem.

## Carreira
Ca$his foi apresentado pela primeira vez no mainstream do rap quando ele participou à convite de Eminem da mixtape que acabou virando álbum, Eminem Presents the Re-Up. Embora ele tenha participado em muitas das faixas, ele não revela o seu verdadeiro talento até seu primeiro lançamento solo, The County Hound EP, em 22 de Maio de 2007. 
Seu álbum de estréia, Loose Cannon, estava agendado para lançamento em maio ou junho de 2008. Embora Cashis seja muito popular entre as pessoas que têm ouvido suas músicas, ele não é considerado como sendo um dos principais artistas no rap.
No dia 30 de abril de 2013 , Cashis lança o primeiro single de seu disco "County Hound 2", chamado "Layin in the Cut" no qual foi produzido por Eminem e Rikanatti. O Segundo single de "County Hound 2" chamado , "Mind on My Money (Money on My Mind)" foi lançado no iTunes dia 16 de maio de 2013. O Som conta com a participação dos rappers Kuniva (dos D12), Obie Trice and Dirty Mouth

## Discography

### Álbuns
- 2009: Euthanasia LP
- 2010: The Art Of Dying
- 2010: The County Hound 2 EP
- 2010: Gang Term's (With Mitchy Slick)
- 2013: County Hound 2

### Singles
- 2005: "Action"
- 2006: "Accelorate" (com a participação de Kelly Lee)
- 2006: "You Don't Know" (com a participação de Eminem, 50 Cent & Lloyd Banks)
- 2007: "Lac Motion"
- 2008: "Can`t Move Me" (with Young De and Mitchy Slick)
- 2009: "In God's Hand" (with Young De)
- 2009: "Jus Anutha Day"
- 2009: "Bigga Than Me"
- 2009: "Get Loose"
- 2013: "Layin in the Cut"
- 2013: "Mind on My Money (Money on My Mind)" (com a participação de Kuniva(D12) , Obie Trice e Dirty Mouth)

### Eps
- The County Hound EP
  - Lançado: 22 de Maio de 2007
  - Posição: 106 E.U.
  - Gravadora: Shady/Interscope
  - Singles: "Lac Motion"

### Coletâneas
- Eminem Presents the Re-Up
  - Lançado: 5 de Dezembro de 2006
  - Gravadora: Shady/Interscope
  - Singles: "You Don't Know"

### Mixtapes
- Bogish Boy Volume 1
- Bogish Boy Volume 1.5
- Bogish Boy Volume 2
- The Leak

## Como convidado
- "Everything Is Shady"
- "We're Back"
- "You Don't Know"
- "Talkin' All That"
- "We Ride for Shady"
- "Cry Now (Shady remix)"
- The Federation - "We on Yo Line"
- "Jimmy Crack Corn (Remix)"
- "Life and Times" {2008}
- "Syllables"